# Somerset (Teksas)
Somerset – miasto w Stanach Zjednoczonych, w stanie Teksas, w hrabstwie Bexar.